# История русской письменности
Русский язык пользуется преимущественно алфавитной письменностью на основе кириллицы.

## Вопрос о дохристианском письме у восточных славян
Ряд исследователей (В. А. Истрин, Л. П. Якубинский, С. П. Обнорский, Б. А. Ларин, П. Я. Черных, А. С. Львов) высказывал предположение о существовании дохристианской некириллической письменности у восточных славян. Об этом косвенно свидетельствуют упоминания в ряде исторических источников: в сказаниях черноризца Храбра «О письменах», в «житиях Мефодия и Константина», записях Ибн Фадлана и Фахр-и Мудаббира, «Книге росписи известий об учёных и именах сочиненных ими книг» Ан-Надима, книге «Золотые копи и россыпи самоцветов» Аль-Масуди. Однако сами литературные памятники этой письменности не обнаружены.
Древнейшими известными русскими памятниками письменности являются договоры с Византией X века. Они свидетельствуют о знакомстве Руси с кириллицей ещё до Крещения. Однако их подлинники не сохранились. Известны только списки в составе «Повести временных лет».

## Кирилло-мефодиевская миссия и Русь
Кирилл и Мефодий и их непосредственные ученики, насколько можно судить по известным нам источникам, лично не проповедовали у восточных славян. Однако по некоторым косвенным свидетельствам предполагают[кто?], что восточные славяне могли входить в перспективный кругозор их миссии. В «Житии Кирилла» сказано о чудесном обретении им в Крыму Евангелия и Псалтири «руськыми письмены писаных» (ряд исследователей[каких?] предполагает, что это место испорчено вместо «сурськыми» — сирийскими). В IX веке предположительно в монастыре Райхенау в Швабии, где, как недавно доказано[кем?], останавливался со спутниками Мефодий, был создан так называемый Баварский географ, где упоминаются восточные славяне, в том числе Русь, и их соседи — хазары и жившие тогда в Причерноморье угры (венгры). Комплекс болгарских памятников, связанных с миссией Кирилла и Мефодия (их жития, «Сказание о преложении книг на словенский язык», «Повесть о поселении славян на Дунае и нашествии угров», «Сказание черноризца Храбра о письменах», возможно, также апологетическая «Речь философа»), попадает на Русь в X веке и становится очень популярным. Создатели славянской азбуки на Руси осознаются как просветители всех славян, в том числе и восточных.

## Проникновение славянской азбуки на Русь
Вероятно, старославянская письменность (старославянская кириллица и глаголица) использовалась на Руси ещё в языческий период (в том числе христианским меньшинством), к данному периоду относится кириллическая Гнёздовская надпись на корчаге (вторая четверть — середина X века). С самого начала безусловно преобладает кириллица, однако есть свидетельства бытования и глаголицы на Руси в X—XI веках, причём из дошедшей до нас в поздней копии записи попа Упыря Лихого 1044 года известно, что глаголица на Руси ассоциировалась с Кириллом и называлась «кириллицей».
Массовым стало проникновение письменности на Русь после Крещения Руси князем Владимиром в 988 году. Начинается централизованное «учение книжное» детей социальной элиты («нарочитой чади»). К памятникам самого раннего периода относятся: церковные книги (Новгородский кодекс рубежа X—XI веков, Остромирово евангелие середины XI века), надписи на древнерусских деревянных «цилиндрах-замках» (пломбах) и мечах (конец X века), легенды монет Владимира, Святополка и Ярослава, тексты на княжеских печатях, надписи на стенах церквей, берестяные грамоты (примерно с 1030 года).

## Древнерусская письменность (XI—XVII века)

### Типы почерков
Тексты переписывались писцами либо в ширину всей страницы, либо в два столбца, особенно если формат рукописи был велик.
Различаются три типа почерков:
- устав — торжественное, спокойное, крупное письмо,
- полуустав — более беглое, менее строгое письмо; может быть наклонным, но еще сохранять чёткость и раздельное написание каждой буквы; появляется с конца XIV века; имеет много вариантов,
- скоропись — письмо, в котором буквы соединяются между собой связками, что давало писцу возможность писать относительно быстро.

Кроме этих основных почерков, имеется много промежуточных типов: полуустав, переходящий в скоропись, каллиграфический полуустав, которым, например, написаны тома Лицевого летописного свода XVI века, своеобразная скоропись, которой написаны берестяные грамоты и др.

### Материал письма
Первоначально рукописи писались на особым образом выделанной коже. На Руси она называлась «кожа», «телятина», позднее — «хартия». Чаще всего материал выделывался из кожи телят. В науке он носит название «пергамент».
Примерно на стыке XIV и XV веков начинает использоваться бумага. Бумага была импортной. При Иване Грозном и в XVII веке была бумага и русского производства. На бумаге обычно имелись водяные знаки, или филиграни, видные на просвет. Фабриканты, производившие бумагу, выкладывали знак своей фабрики на проволочной сетке, на которую откидывалась бумажная масса при изготовлении. Эти знаки изнашивались, их приходилось менять, при этом знак варьировался. По бумажным знакам фабрикантов определяется время изготовления бумаги и приблизительно устанавливается время создания рукописи.

### Древнерусская письменность XI—XIV веков

#### Книжная письменность
- Устав (шрифт)

#### Бытовая письменность
- Скоропись (шрифт)

## Второе южнославянское влияние
Основная статья: Второе южнославянское влияние

### Великорусская (старорусская) письменность XIV—XVII вв
- Полуустав (шрифт)
- Вязь

## Петровская реформа шрифта и графики
В 1708 году был создан русский гражданский шрифт, причём в изготовлении эскизов букв принимал активное участие сам Пётр I. В 1710 году был утверждён образец нового шрифта. Это была первая реформа русской графики. Суть петровской реформы заключалась в упрощении состава русского алфавита за счёт исключения из него таких избыточных букв, как «пси», «кси», «омега», «ижица» и другие, упразднении омофоничных пар «иже — и» (И — I), «зело — земля» (S — З). Однако впоследствии часть этих букв была восстановлена в употреблении. В гражданском шрифте появилась буква Э, для того чтобы отличать её от йотованной буквы Е, а юс малый был вытеснен буквой Я (восходящей к одному из его скорописных вариантов).

## Изменения графики и орфографии XVIII—XIX веков
Буква Й (и краткое) была введена Академией наук в 1735 году. Букву Ё впервые применил Н. М. Карамзин в 1797 году для обозначения звука [о] под ударением после мягких согласных, например: нёбо, тёмный.
 К XVIII веку в разговорном языке звук, обозначавшийся буквой ять, совпал со звуком [э] (в литературном языке до конца XVIII века на месте «ять» полагалось произносить дифтонг «иэ», такое произношение сохранялось в начале XIX века в ряде провинциальных диалектов). Буква Ѣ, ѣ (ять), таким образом, оказалась излишней, но по традиции, она ещё длительное время удерживалась в русской азбуке, вплоть до 1917—1918 годов.

## XX век

### Реформа графики и орфографии 1917—1918
Реформой орфографии 1917—1918 годов были исключены все дублетные буквы: «ять», «фита», «и десятеричное». Буква Ъ (ер) была сохранена только как разделительный знак. Употребление буквы Ё признали желательным, но не обязательным. Реформа 1917—1918 годов упростила русское письмо и вызвала серьёзную критику со стороны И. А. Бунина, И. А. Ильина, В. И. Иванова и других выдающихся деятелей философии и литературы.